# Соболева, Майя Евгеньевна
Майя Евгеньевна Со́болева (род. 1963) — российский историк философии, экстраординарный профессор Марбургского университета (Германия), в 2014—2015 годах профессор теоретической философии Клагенфуртского университета (Австрия). Основные работы в областях философия языка, герменевтика, немецкая философия, русская философия. Кандидат технических наук[уточнить], доктор философских наук.

## Биография
Окончила Ленинградский технологический институт имени Ленсовета и Санкт-Петербургский государственный университет (СПбГУ),
В 2000 году в Санкт-Петербургском государственном университете защитила диссертацию на соискание учёной степени кандидата философских наук по теме «Философия символических форм Э. Кассирера и становление неклассической философии» (специальность 09.00.03 — история философии).
В 2005 году в Санкт-Петербургском государственном университете защитила диссертацию на соискание учёной степени доктора философских наук по теме «Постклассическая и постмодернистская философия языка в Германии» (специальность 09.00.03 — история философии). Научный консультант — доктор философских наук, профессор А. С. Колесников. Официальные оппоненты: доктор философских наук, профессор Б. В. Марков, доктор философских наук, профессор В. И. Медведев и доктор философских наук, профессор С. А. Чернов. Ведущая организация — Российский государственный гуманитарный университет.
Профессор по философии в университете г. Клагенфурт (Австрия) (2014—2015).
Экстраординарный профессор института философии Марбургского университета (Германия).
Приглашённый профессор в Государственном университете Колумбуса (Джорджия, США).
Была замужем за лингвистом А. Н. Соболевым.

## Научная деятельность
Профессиональные интересы М. Е. Соболевой связаны преимущественно с развитием теории познания, философии символических форм, философии языка, философии культуры. Занималась изучением русского позитивизма и марксизма, творчества и идей таких европейских философов, как Иммануил Кант, Фриц Маутнер, Фридрих Ницше, Эрнст Кассирер, Мартин Хайдеггер, Георг Миш, Йозеф Кёниг, Ханс-Георг Гадамер, Эрнст Тугендхат, Карл-Отто Апель и Юрген Хабермас; а также российских мыслителей XIX—XX веков (западничество, евразийство, византинизм: А. С. Хомяков, Н. Я. Данилевский, И. В. Киреевский, В. А. Базаров, П. С. Юшкевич, А. А. Богданов, И. И. Лапшин, М. М. Бахтин, Л. Н. Гумилёв и др.

## Научные труды

### Монографии
- Очерки по истории философии языка. СПб., 1999. 120 с.
- Философия символических форм Э. Кассирера. Генезис. Основные понятия. Контекст. СПб.: Издательство СПбГУ, 2001. 152 с.
- Философия как «критика языка» в Германии. СПб.: Издательство СПбГУ, 2005. 412 с.
- A. Bogdanov und der philosophische Diskurs in Russland zu Beginn des 20. Jahrhunderts. Zur Geschichte des russischen Positivismus. Georg Olms Verlag. Hildesheim. 2007. 278 S.
- Russische Philosophie im Kontext der Interkulturalität. Traugott Bautz Verlag. Nordhausen. 2007. 132 S.
- Die Philosophie Michail Bachtins. Von der existentiellen Ontologie zur dialogischen Vernunft. Georg Olms Verlag. Hildesheim. 2009. 144 S.
- Философская герменевтика: понятия и позиции. М.: Академический проект; Гаудеамус, 2014. (Философские технологии).
- Leben und Sein. Hermeneutische Bedeutungstheorien von Georg Misch und Josef König. Wien: Passagen Verlag. 2014.
- Логика зла. Альтернативное введение в философию. СПб: Владимир Даль. 2019.

### Редакторские работы
- Alexander Bogdanov. Theoretiker für das 20. Jahrhundert. Hg. Stefan Plaggenborg, Maja Soboleva. Otto Sagner Verlag München. 2009.
- Российская постсоветская философия: опыт самоанализа. Под ред. М. Е. Соболевой. Otto Sagner Verlag München. 2009.
- Das Denken des Denkens. Ein philosophischer Überblick. Bielefeld: Transcript Verlag. 2016.

### Основные статьи
- Система и метод в философии символических форм Э. Кассирера // Вопросы философии. № 2. 2000.
- Zur Typologie der «russischen Idee»: Kulturologische Konzeptionen im Rahmen des slavophilischen Paradigmas // Zeitschrift für Slavistik 46 (2001) 2.
- Zur philosophischen Hermeneutik E. Cassirers // Phänomenologische Forschungen. 2001. 1-2.
- «Трансцендентальный прагматизм» К.-О. Апеля. Проблема языка // Вопросы философии. № 12. 2003.
- Nikolaj Fedorovs «Philosophie der gemeinsamen Tat» im Lichte der modernen Bioethikdiskussion // Zeitschrift für Slavistik. 48 (2003) 1.
- Is Metaphysic Possible in the Postmodern Age? On K.-O. Apel’s Conception of Transcendental Pragmatism // Russian Studies in Philosophy. Winter 2003/2004. Vol. 42. № 3. Postmodernism.
- Интенциональность — коммуникация — язык. Проблема последовательности // Вопросы философии. № 1. 2005.
- Материалы к истории аналитической философии языка в Германии. // Вопросы языкознания. № 2. 2005.
- Истина: свойство, оператор, событие? // Вопросы философии. № 2. 2008.
- О возможности диалога между культурами // Вопросы философии. № 3. 2009.
- Карнавал деконструкции: бахтинская концепция диалогического разума // Вопросы философии. № 12. 2009.
- Der Begriff der Tatsache in der Kant-Forster-Kontroverse // R. Godel, G. Stienung (Hg.), Klopffechtereien — Missverständnisse — Widersprüche? Methodische und methodologische Perspektiven auf die Kant-Forster-Kontroverse. München, 2011.
- «Die Erweiterung der Logik»: Bedeutungstheorien von Georg Misch und Ernst Cassirer // H.-U. Lessing, R. A. Makkreel, R. Pozzo (Eds.), Recent Contributions to Dilthey’s Philosophy of the Human Sciences. Stuttgart; Bad Cannstatt, 2011. S. 201—240.
- Правда поступка в философии Бахтина // Н. Плотников (ред.), Дискурсы справедливости в русской интеллектуальной истории. Москва, Издательство «Ключ-С». 2011. C. 185—195.
- Борьба за истинный марксизм. Богдановская интерпретация монизма Спинозы // «Вече». Журнал русской философии и культуры. Санкт-Петербург. Выпуск 24. 2012. С. 137—147.
- К методологии гуманитарных наук на пути реформы логики // Кантовский сборник. 3 (41) 2012. С. 57-65.
- Логика герменевтики // Вопросы философии. № 6. 2013. С. 140—148.
- Новые споры о главном: Мак-Доуэлл и Кассирер о познании // Логос. № 2. 2013.
- О зле в человеческой природе в трудах Канта // Кантовский сборник. 4 (46) 2013. C. 15-29.
- Zum «Sein des Seins» mittels der «Logik der Logik»: Heinrich Rickerts kritische Ontologie // Archiwum Historii Filozofii i Myśli Społecznej (Archiv of the History of Philosophy and Social Thought). Vol. 59/2014. S. 231—239.
- Антиномия политического разума. Размышления по поводу статьи Канта «Что такое просвещение?» // Кантовский сборник. № 3 (49) 2014. Калининград, С. 40-51.
- Философия Бахтина как феномен культуры (Бахтин и дискуссии вокруг его идей в философии России второй половины XX в.) // В. А. Лекторский (ред.), Проблемы и дискуссии в философии России второй половины XX в. Современный взгляд. Москва. 2014: 346-35.
- The Notion of Philosophical Knowledge and the Situation of Philosophy Today // Transcultural Studies: A Journal in Interdisciplinary Research, Vol. 12, No. 2, 2016, 183-19.
- Von Marburg nach Pittsburgh-2: Anschauung in der Struktur der Erfahrung // Folia philosophica. Katowice. 2016, Vol. 35, 71-84.
- Знание и мнение. Платон против Геттиера // Вопросы философии. 2016, № 2, 158—167.
- Аналитическое кантоведение, трансцендентальный идеализм и вещь в себе // Кантовский сборник. 2017, № 4 (36) Калиниград, 88—99
- The Concept of the «New Soviet Man» and Its Short History // Canadian-American Slavic Studies 51 (2017), issue 1, 64-85.
- Plato, Hermeneutics and Knowledge // Trópos. Journal of Hermeneutics and Philosophical Criticism. anno X-numero 1-2017, special ussie «Intuition and Understanding between Phenomenology and Hermeneutics» edited by Alessio Rotundo, 33-52.
- How we read Kant: an Empiricist and a Transcendental Reading of Kant’s Theory of Experience, in: Philosophia. 2017, 45 (3), 1331—1344.
- Как читать Канта, или Кант в контексте современных эпистемологических дискуссий в западном аналитическом кантоведении // Вопросы философии. 2018, № 3, 129—140.
- What History of Philosophy Do We Need, or, Is Soviet Scientific Approach to the History of Philosophy Really Scientific? // Rivista di storia della Filosofia. Milano: Franco Angeli, Anno LXXIII, 2/2018, 235—250.
- Myth in the Structure of Human Mind and Hermeneutics of Myth: on Possibility of a Hermeneutic Explanation of Myth // Internationale Zeitschrift für Philosophie und Psychosomatik. 2019. 11 Jg. (1).
- Онтология времени: Бердяев и Хайдеггер // Вопросы философии. 2020. № 3, 137—148.
- Ontologism in the Theoretical Philosophy of Nikolai Bukharin // Studies in East European Thought. 2020. Vol. 72.
- Georg Misch’s A History of Autobiography and the Problem of Self-Esteem // Human Affairs. 2020. Band 30, Heft 3, 343—352.